# MIDNIGHT ROCK CITY
『MIDNIGHT ROCK CITY』（ミッドナイトロックシティ）は、1990年10月から2001年9月までNACK5の深夜の時間帯で放送されていたラジオ番組。略称『MRC』。1998年の10月には前身の『MIDNIGHT SPECIAL』から数えて丸10周年を記念して、1か月間にわたり10周年記念スペシャルを放送した。2012年4月から2014年3月まで放送されていた『MIDNIGHT ROCK CITY + R』についても記述する。

## 概要
NACK5開局と同時に始まった前身的番組『MIDNIGHT SPECIAL』のあとを受けてスタート。当初は25:00のパート1、27:00のパート2の2部制、1994年4月からはそれまでのパート1の枠のみとなる。また、1994年4月からは京都府の独立FM局・α-Stationでも同時ネットされていた。
主にミュージシャンが日替わりでパーソナリティを務め、特にPART2は新人の出演が多かった。L'Arc〜en〜Ciel や吉井和哉 など、現在も活躍しているミュージシャンも数多くパーソナリティーを務めていた。
2012年4月からは、金曜深夜に『MIDNIGHT ROCK CITY + R』として復活した。番組名の「+ R」には、「Return」「Reborn」「Renewal」「Rebirth」「Revolution」といった意味が込められている。「+ R」では、1:00〜4:59は、スペシャルパーソナリティーとして、ミュージシャンが週替わりで登場し、5時台は松浦千佳がパーソナリティーを務める。
『MIDNIGHT ROCK CITY』の時は、銀座のスタジオから放送していた。現在の『MIDNIGHT ROCK CITY + R』は本社スタジオから放送している。
『MIDNIGHT ROCK CITY + R』のオープニングテーマは『MIDNIGHT ROCK CITY』と同じものを使用している。このため過去に放送を担当していたパーソナリティが音楽を聴いて「懐かしい」とコメントをすることも珍しくない。

## 放送時間
MIDNIGHT ROCK CITY
- PART1：毎週月曜日 - 金曜日 深夜1:00 - 5:00
- PART2：毎週月曜日 - 金曜日 深夜1:00 - 5:00 （1994年3月まで）

MIDNIGHT ROCK CITY＋R
- 毎週金曜日 深夜1:00-6:00

## パーソナリティ
MIDNIGHT ROCK CITY

### PART1

#### 月曜日
- スペシャルパーソナリティ （1990年10月 - 1991年4月）
- 松岡英明 （1991年5月 - 1992年9月）
- 古賀森男 （1992年10月 - 1993年9月）
- 吉井和哉 （THE YELLOW MONKEY） （1993年10月 - 1995年3月） ※←金曜PART2から
- 加藤ひさし（ザ・コレクターズ） （1995年4月 - 1996年9月）
- thee michelle gun elephant （1996年10月 - 1997年9月）
- フラワーカンパニーズ （1997年10月 - 1999年3月）
- SMILE （1999年4月 - 2000年3月）
- ZIGZO （2000年4月 - 2001年9月）

#### 火曜日
- KYO（当時、D'ERLANGER） （1990年10月 - 同年12月）
- 小室みつ子 （1991年2月 - 1992年9月）
- 広石武彦（UP-BEAT） （1992年10月 - 1995年4月）
- L'Arc〜en〜Ciel （1995年10月 - 1996年3月）
- SIAM SHADE （1996年4月 - 1997年3月）
- RED WARRIORS （1997年4月 - 同年9月）
- CASCADE （1997年10月 - 1998年9月）
- ザ・グルーヴァーズ （1998年10月 - 1999年3月）
- GRAPEVINE （1999年4月 - 2000年3月）
- オセロケッツ （2000年4月 - 2001年9月）

#### 水曜日
- 稲田錠（G.D.FLICKERS） （1990年10月 - 1991年3月）
- 山口岩男 （1991年4月 - 1992年9月）
- 藤崎賢一（JUSTY-NASTY） （1992年10月 - 1993年9月）
- DIAMOND☆YUKAI （1993年10月 - 1994年9月）
- Be-B （1994年10月 - 1995年9月）
- SHINYA（REDIEAN;MODE） （1995年10月 - 1997年3月）
- プレイグス （1997年4月 - 1998年3月）
- THE SPACE COWBOYS  （1998年4月 - 同年9月） ※←木曜日から
- Valentine D.C. （1998年10月 - 1999年3月）
- ライフレコーダーズ （1999年4月 - 同年9月）
- THE TRANSFORMER （1999年10月 - 2001年9月）

#### 木曜日
- 森山達也（THE MODS） （1990年10月 - 1991年3月）
- 藤崎賢一（JUSTY NASTY） （1991年4月 - 1992年3月）
- 山本英美 （1992年4月 - 1993年3月）
- RYUICHI （LUNA SEA） （1993年4月 - 1994年3月）
- Spiral Life （1994年4月 - 同年9月）
- 清春（黒夢） （1994年10月 - 1996年3月）
- SOPHIA （1996年4月 - 1997年4月）
- THE SPACE COWBOYS  （1997年5月 - 1998年3月） ※→水曜日へ
- J（LUNA SEA） （1998年4月 - 1999年3月）
- スーパーソウルソニックス （1999年4月 - 同年9月）
- the pillows （1999年10月 - 2000年9月）
- 山村アキラ （2000年10月 - 2001年3月）
- 坂本サトル （2001年4月 - 同年9月）

#### 金曜日
- 杉本圭司 （1990年10月 - 1991年3月）
- 中村貴子 （1991年4月 - 1992年3月）
- KYO （DIE IN CRIES） （1992年4月 - 1995年4月）
- 市川哲史 （1995年5月 - 1996年3月）
- 坂崎幸之助（THE ALFEE） （1996年4月 - 1998年3月） 
※この後1998年4月からは、現在もNACK5で放送中の『K's TRANSMISSION』のパーソナリティを務める
- スペシャルパーソナリティ （1998年4月 - 同年9月）
- ポーキー （1998年10月 - 2000年9月）
- ジャイアントステップ （2000年10月 - 2001年9月）

### PART2

#### 月曜日
- 川田金太郎 （1990年10月 - 1991年3月）
- LU-NA （1991年4月 - 同年9月）
- HOT LEGS （1991年10月 - 1992年3月）
- 土井晴人 （1992年4月 - 1993年3月） ※→火曜PART2へ
- マンスリーパーソナリティ （1993年4月 - 同年9月）
- 水戸華之介 （1993年10月 - 1994年3月）

#### 火曜日
- 糸賀徹 （1990年10月 - 1991年9月）
- 森岡純（PTON!） （1991年10月 - 1992年9月）
- Z-BACK （1992年10月 - 1993年3月）
- 土井晴人 （1993年4月 - 同年9月） ※←月曜PART2から
- スピッツ （1993年10月 - 1994年3月）

#### 水曜日
- 浦田健志 （1990年10月 - 1991年3月）
- Sepia'n Roses （1991年4月 - 同年9月）
- 宮本英治 （1991年10月 - 1992年9月）
- YOKKO （LADIA） （1992年10月 - 1993年9月）
- SHOW-RI （1993年10月 - 1994年3月）

#### 木曜日
- 馬越秀生（The Wells） （1990年10月 - 1991年9月）
- 大植三奈江 （1991年10月 - 1992年9月）
- JIGGER'S SON （1992年10月 - 1993年3月）
- 久宝留理子 （1993年4月 - 同年9月）
- 北川浩（AMBIENCE） （1993年10月 - 1994年3月）

#### 金曜日
- 清水由貴 （1990年10月 - 同年12月）
- ダーリン （1991年1月 - 同年3月）
- 永田真代 （1991年4月 - 同年9月）
- LOU（LAZY LOU's BOOGIE） （1991年10月 - 1992年3月）
- 森早穂理（ELEGANT PUNK） （1992年4月 - 同年9月）
- 吉井和哉 （THE YELLOW MONKEY） （1992年10月 - 1993年9月） ※→月曜PART1へ
- スペシャルパーソナリティ （1993年10月 - 1994年3月）

### MIDNIGHT ROCK CITY＋R
- 1時台〜4時台:週替わり（または月替わり）によるアーティストパーソナリティ
- 5時台:松浦千佳（1時 - 4時台はADとして番組に参加、NACK日記の更新も担当）

#### アーティストパーソナリティ一覧
| 2012年 | 2012年   | 2012年                                                                            | 2012年                              | 2012年                                                                            |
| 回数   | 放送日   | パーソナリティ                                                                    | ゲスト                              | その他                                                                            |
| ------ | -------- | --------------------------------------------------------------------------------- | ----------------------------------- | --------------------------------------------------------------------------------- |
| 1      | 4月6日   | 山本昇                                                                            | D'ERLANGER（kyo） ZIGZO（さくら）   |                                                                                   |
| 2      | 4月13日  | クリープハイプ（メンバー全員）                                                    |                                     |                                                                                   |
| 3      | 4月20日  | CASCADE（メンバー全員）                                                           |                                     |                                                                                   |
| 4      | 4月27日  | THE COLLECTORS（加藤ひさし）                                                      |                                     | 1995年4月 - 1996年9月「Midnight Rock City」パーソナリティも担当                   |
| 5      | 5月4日   | セカイイチ（岩崎慧）                                                              |                                     |                                                                                   |
| 6      | 5月11日  | OBLIVION DUST（メンバー全員）                                                     |                                     |                                                                                   |
| 7      | 5月18日  | ZIGZO（メンバー全員）                                                             |                                     | 2000年4月 - 2001年9月の「Midnight Rock City」パーソナリティも担当                 |
| 8      | 5月25日  | アルカラ（メンバー全員）                                                          |                                     |                                                                                   |
| 9      | 6月1日   | カラーボトル（メンバー全員） Over The Dogs（メンバー全員）                        |                                     |                                                                                   |
| 10     | 6月8日   | ViViD（メンバー全員）                                                             |                                     |                                                                                   |
| 11     | 6月15日  | NoGoD（団長）                                                                     |                                     |                                                                                   |
| 12     | 6月22日  | Heavenstamp（Sally#Cinnamon・Tomoya.S）                                           |                                     |                                                                                   |
| 13     | 6月29日  | 近藤夏子                                                                          |                                     |                                                                                   |
| 14     | 7月6日   | ALvino（メンバー全員）                                                            |                                     |                                                                                   |
| 15     | 7月13日  | ギルガメッシュ（メンバー全員）                                                    | ユナイト D.I.D カメレオ ALSDEAD DIV |                                                                                   |
| 16     | 7月20日  | ［Champagne］（メンバー全員）                                                     |                                     |                                                                                   |
| 17     | 7月27日  | ロックンロールコメディーショー（メンバー全員）                                    |                                     |                                                                                   |
| 18     | 8月3日   | 松浦千佳                                                                          |                                     | ロンドンオリンピックなでしこジャパン試合中継の為3:00〜6:00の短縮放送              |
| 19     | 8月17日  | LAID BACK OCEAN（メンバー全員）                                                   |                                     | ○貴が実家の越谷からさいたまへ走る様子が中継されていた                             |
| 20     | 8月24日  | バンドじゃないもん！（みさこ・かっちゃん）                                        |                                     |                                                                                   |
| 21     | 8月31日  | 辻詩音                                                                            |                                     |                                                                                   |
| 22     | 9月7日   | FoZZtone（メンバー全員）                                                          |                                     |                                                                                   |
| 23     | 9月14日  | BIGMAMA（メンバー全員）                                                           |                                     |                                                                                   |
| 24     | 9月21日  | WHITE ASH（みさこ・かっちゃん）                                                   |                                     |                                                                                   |
| 25     | 9月28日  | オズ（NARUMI）                                                                    |                                     |                                                                                   |
| 26     | 10月5日  | 近藤夏子                                                                          |                                     |                                                                                   |
| 27     | 10月12日 | フラワーカンパニーズ（メンバー全員）                                              |                                     | 1997年10月〜1999年3月の「Midnight Rock City」パーソナリティも担当                 |
| 28     | 10月19日 | Goose house（メンバー全員）                                                       |                                     | 時間ごとにメンバーを入れ替えての放送                                              |
| 29     | 10月26日 | BiS（プー・ルイ、ヒラノノゾミ、ワキサカ ユリカ、 テラシマ ユフ、ミチバヤシ リオ） |                                     |                                                                                   |
| 30     | 11月2日  | 古川本舗                                                                          |                                     |                                                                                   |
| 31     | 11月9日  | T-Pistonz+KMC（トン・ニーノ、KMC、ヒロシ・ドット）                                |                                     |                                                                                   |
| 32     | 11月16日 | lynch.（メンバー全員）                                                            |                                     |                                                                                   |
| 33     | 11月23日 | Angelo（メンバー全員） 山本昇                                                     |                                     |                                                                                   |
| 34     | 11月30日 | ドレスコーズ（メンバー全員）                                                      |                                     |                                                                                   |
| 35     | 12月7日  | シアターブルック（佐藤タイジ） うつみようこ                                       |                                     |                                                                                   |
| 36     | 12月14日 | ステレオポニー（メンバー全員）                                                    |                                     |                                                                                   |
| 37     | 12月21日 | WHITE ASH（のび太） バンドじゃないもん！（みさこ、かっちゃん）                    |                                     | 年末年始特別企画「あのユニットとあのユニット 一緒に番組をやったら・・・？」第一弾 |
| 38     | 12月28日 | NoGoD（団長） 近藤夏子                                                            |                                     | 年末年始特別企画「あのユニットとあのユニット 一緒に番組をやったら・・・？」第二弾 |

| 2013年 | 2013年   | 2013年                                                                                   | 2013年 | 2013年                                                                                      |
| 回数   | 放送日   | パーソナリティ                                                                           | ゲスト | その他                                                                                      |
| ------ | -------- | ---------------------------------------------------------------------------------------- | --- | ------------------------------------------------------------------------------------------- |
| 39     | 1月4日   | 辻詩音 1000say（API、MAN）                                                               | | 年末年始特別企画「あのユニットとあのユニット 一緒に番組をやったら・・・？」第三弾           |
| 40     | 1月11日  | カラーボトル（竹森マサユキ） Over The Dogs（恒吉 豊） Silent Siren（すぅ）               | |                                                                                             |
| 41     | 1月18日  | オズ（メンバー全員）                                                                     | |                                                                                             |
| 42     | 1月25日  | PE'Z（ニレ、航、ヒイズミ）                                                               | |                                                                                             |
| 43     | 2月1日   | グッドモーニングアメリカ（金廣真悟、たなしん） indigo la End（川谷絵音、長田カーティス） | |                                                                                             |
| 44     | 2月8日   | EGG BRAIN（メンバー全員） Northern19（メンバー全員）                                     | |                                                                                             |
| 45     | 2月15日  | JUN SKY WALKER(S)（宮田和弥、森純太）                                                    | |                                                                                             |
| 46     | 2月22日  | the GazettE（RUKI、REITA）                                                               | AOI（the GazettE） |                                                                                             |
| 47     | 3月1日   | SIAM SHADE（栄喜）                                                                       | |                                                                                             |
| 48     | 3月8日   | the pillows（山中さわお）                                                                | | 1999年10月 - 2000年9月の「Midnight Rock City」パーソナリティも担当                          |
| 49     | 3月15日  | 近藤夏子 オズ（NARUMI）                                                                  | |                                                                                             |
| 50     | 3月22日  | FLOW（メンバー全員）                                                                     | |                                                                                             |
| 51     | 3月29日  | パスピエ（メンバー全員）                                                                 | |                                                                                             |
| 52     | 4月5日   | 松浦千佳                                                                                 | 小南泰葉 | Drop'sの中野ミホに電話インタビュー セカイイチの岩崎慧と中川翔子からサプライズコメントが届く |
| 53     | 4月12日  | the telephones（メンバー全員）                                                           | |                                                                                             |
| 54     | 4月19日  | 吉川晃司・落合隼亮 27:00 - NoGoD（団長）                                                 | |                                                                                             |
| 55     | 4月26日  | BIGMAMA（メンバー全員）                                                                  | |                                                                                             |
| 56     | 5月3日   | グッドモーニングアメリカ（メンバー全員）                                                 | |                                                                                             |
| 57     | 5月10日  | 鶴（メンバー全員）                                                                       | |                                                                                             |
| 58     | 5月17日  | FoZZtone（メンバー全員）                                                                 | |                                                                                             |
| 59     | 5月24日  | 忘れらんねえよ（メンバー全員）                                                           | |                                                                                             |
| 60     | 5月31日  | ALvino（翔太）                                                                           | |                                                                                             |
| 61     | 6月7日   | 山本昇                                                                                   | | 「RISING SUN ROCK FESTIVAL 2013inEZO」特集                                                  |
| 62     | 6月14日  | SING LIKE TALKING（メンバー全員）                                                        | |                                                                                             |
| 63     | 6月21日  | ET-KING（イトキン、TENN）                                                                | |                                                                                             |
| 64     | 6月28日  | 石崎ひゅーい                                                                             | |                                                                                             |
| 65     | 7月5日   | THE ラブ人間（メンバー全員）                                                             | |                                                                                             |
| 66     | 7月12日  | Nathing's Caved In Stone (村松拓)                                                        | |                                                                                             |
| 67     | 7月19日  | ZIGZO（メンバー全員）                                                                    | |                                                                                             |
| 68     | 7月26日  | 山本昇 松浦千佳                                                                          | RYO、HIROKI （いずれもORANGE RANGE） | 夏フェス特集                                                                                |
| 69     | 8月2日   | ヒーセ                                                                                   | | イエローモンキー時代のメンバーからコメントが届く MUSIC ON! TVのテレビカメラが入る           |
| 70     | 8月9日   | Hermann H.&The Pacemakers (メンバー全員)                                                 | |                                                                                             |
| 71     | 8月17日  | 松浦千佳                                                                                 | 山本昇（電話出演） | 夏フェス特集＆ROCK応援企画 レコード会社のプロモーター4人がスタジオに登場                    |
| 72     | 8月23日  | SIAM SHADE（DAITA、NATCHIN）                                                             | 栄喜（電話出演） |                                                                                             |
| 73     | 8月30日  | FUZZY CONTROL（メンバー全員）                                                            | |                                                                                             |
| 74     | 9月6日   | 山本昇                                                                                   | The Birthday（ヒライハルキ、クハラカズユキ） カラーボトル（渡辺アキラ、大川“Z”純司） |                                                                                             |
| 75     | 9月13日  | the pillows（佐藤シンイチロウ） 怒髪天（坂詰克彦）                                       | | 「NACK5 25周年記念Live」出演者特集第1弾                                                     |
| 76     | 9月20日  | 山本昇                                                                                   | 仙台貨物（イガグリ千葉） DOES（メンバー全員） KEYTALK（メンバー全員） オズ（NARUMI） | 「NACK5 25周年記念Live」出演者特集第2弾                                                     |
| 77     | 9月27日  | 山本昇                                                                                   | ZIGZO（桜澤泰徳、電話出演） ALvino（メンバー全員） SILENT SIREN（吉田菫、山内あいな） LUNKHEAD（小高芳太郎、合田悟） カラーボトル（メンバー全員） THE ラブ人間（金田康平、ツネ・モリサワ） | 「NACK5 25周年記念Live」出演者特集第3弾                                                     |
| 78     | 10月4日  | Cyntia（メンバー全員）                                                                   | |                                                                                             |
| 79     | 10月11日 | LUNKHEAD（メンバー全員）                                                                 | |                                                                                             |
| 80     | 10月18日 | the GazettE（RUKI、REITA、AOI）                                                          | |                                                                                             |
| 81     | 10月25日 | NoGoD（団長）                                                                            | |                                                                                             |
| 82     | 11月1日  | 土橋安騎夫                                                                               | |                                                                                             |
| 83     | 11月8日  | UNISON SQUARE GARDEN（メンバー全員）                                                     | |                                                                                             |
| 84     | 11月15日 | Angelo（キリト、KOHTA、Karyu） 山本昇                                                    | Angelo（ギル、電話出演） |                                                                                             |
| 85     | 11月22日 | ハルカトミユキ（メンバー全員）                                                           | |                                                                                             |
| 86     | 11月29日 | THE イナズマ戦隊（メンバー全員）                                                         | |                                                                                             |
| 87     | 12月6日  | 藍坊主（メンバー全員）                                                                   | |                                                                                             |
| 88     | 12月13日 | Nothing's Carved In Stone（村松拓、生形真一）                                            | |                                                                                             |
| 89     | 12月20日 | 神聖かまってちゃん（ちばぎん、みさこ）                                                   | |                                                                                             |
| 90     | 12月27日 | D.W.ニコルズ（メンバー全員）                                                             | |                                                                                             |

| 2014年 | 2014年  | 2014年                                                      | 2014年                                    | 2014年                                                                                              |
| 回数   | 放送日  | パーソナリティ                                              | ゲスト                                    | その他                                                                                              |
| ------ | ------- | ----------------------------------------------------------- | ----------------------------------------- | --------------------------------------------------------------------------------------------------- |
| 91     | 1月3日  | グッドモーニングアメリカ（メンバー全員）                    |                                           | |
| 92     | 1月10日 | 25:00 - 26:00 怒髪天（メンバー全員） 25:00 - 28:00 山本昇   |                                           | フラワーカンパニーズ・the pillows・SA・スクービードゥー・爆弾ジョニーからおめでとうメッセージが届く |
| 93     | 1月17日 | 黒夢（清春）                                                |                                           | 1994年10月 - 1996年3月「Midnight Rock City」パーソナリティも担当                                    |
| 94     | 1月24日 | SIAM SHADE（栄喜）                                          |                                           | |
| 95     | 1月31日 | セカイイチ（岩崎慧、吉澤響） FoZZtone（渡會将士、菅野信昭） |                                           | |
| 96     | 2月7日  | LM.C（maya、Aiji）                                          |                                           | |
| 97     | 2月14日 | ayumishibata                                                |                                           | |
| 98     | 2月21日 | CASCADE                                                     |                                           | |
| 99     | 2月28日 | 真空ホロウ                                                  |                                           | |
| 100    | 3月7日  | BYEE the ROUND（松山晃太、SO）                              |                                           | |
| 101    | 3月14日 | BIGMAMA                                                     |                                           | |
| 102    | 3月21日 | Rihwa                                                       |                                           | |
| 103    | 3月28日 | 松浦千佳                                                    | リアクション・ザ・ブッタ、岩船ひろき、YKJ | 中川翔子インタビュー                                                                                |

## MIDNIGHT ROCK CITY＋R コーナー紹介
通常のコーナーに加え、アーティストパーソナリティが考えたコーナーも行われるのが特徴。また、過去にMIDNIGHT ROCK CITYでパーソナリティを担当していた人が放送する回では、MIDNIGHT ROCK CITYで実際にやっていたコーナーを一夜限りで復活させることもある。以下は毎週行われているコーナーを紹介している。
MIDNIGHT ROCK TROUBLE
リスナーから寄せられた様々な悩みについて、アーティストパーソナリティが時にふざけ、時には真面目に答える。
ROCK QUESTION
アーティストパーソナリティへの質問を募集する。大きなことから小さいことまで何でも募集している。